# Jeffrey Jones (actor)
Jeffrey Duncan Jones (Buffalo, Nueva York, 28 de septiembre de 1946) es un actor estadounidense de cine y televisión. Ha trabajado en películas y series de televisión, y es conocido por papeles como el emperador José II en Amadeus de Miloš Forman, Charles Deetz en Beetlejuice y Edward R. Rooney en Ferris Bueller's Day Off.

## Primeros años
Nació en Buffalo, estado de Nueva York, y es hijo de Ruth Schooley, una historiadora de arte que lo alentó para que se dedicara a la actuación, y Douglas Bennett Jones, quien murió durante su niñez. En 1969 Jones se trasladó a Londres para estudiar en la Academia de Música y Arte Dramático y después estudió durante tres años en el Teatro Stratford de Ontario, Canadá.

## Carrera
Jones comenzó a actuar haciendo pequeños papeles en cine y televisión durante la década de 1970. Consiguió un papel secundario en la película Easy Money (1983) de Rodney Dangerfield, y un papel como invitado en la serie Remington Steele le permitió reemplazar a Ian Richardson en la adaptación de la obra de Peter Shaffer, Amadeus (1984) de Miloš Forman, interpretando al emperador José II de Habsburgo; recibió una nominación al premio Globo de Oro como mejor actor de reparto. Otro de sus papeles notables fue el de Edward R. Rooney en Ferris Bueller's Day Off.
Jones ha trabajado regularmente con el director Tim Burton, en Beetlejuice, Ed Wood y Sleepy Hollow. Otras de sus películas importantes son La caza del Octubre Rojo, Howard the Duck, The Devil's Advocate, Stuart Little y Ravenous.
Jones fue invitado en varios shows de televisión, entre ellos: Amazing Stories, Tales from the Crypt y Escuela Wayside. En 1989 protagonizó la sitcom The People Next Door de Wes Craven, donde interpretaba a un dibujante cuya imaginación podía hacer que las cosas cobraran vida. También hizo del famoso editor del diario A.W. Merrick en la serie de HBO Deadwood.

## Vida privada

### Arresto y condena
En 2003 Jones fue arrestado por posesión de pornografía infantil y por dar empleo a un chico de 14 años para que posase en fotografías pornográficas. Por una petición, el cargo de posesión de pornografía infantil fue retirado, y Jones no rechazó los cargos por inducir a un menor a posar para fotografías explícitas. Fue sentenciado a un período de prueba de cinco años, y se le ordenó asistir a terapia y registrarse como agresor sexual. En julio de 2004 fue arrestado por la policía de Florida después de no notificar su cambio de residencia como ordenan las leyes de ese estado. En 2009, después de que el menor pasase a ser adulto, este llevó a cabo un juicio civil contra Jones, el cual fue desestimado nueve días después.

## Filmografía

### Películas
| Año  | Título                                                      | Rol                                                    | Notas                      |
| ---- | ----------------------------------------------------------- | ------------------------------------------------------ | -------------------------- |
| 1970 | The Revolutionary                                           | Red-Haired Radical Committee Member                    | Acreditado como Jeff Jones |
| 1978 | A Wedding                                                   | Guest                                                  | Sin acreditar              |
| 1982 | The Soldier                                                 | Asistente Secretario de Defensa de Estados Unidos      |                            |
| 1983 | Easy Money                                                  | Clive Barlow                                           |                            |
| 1984 | Amadeus                                                     | Emperador José II                                      |                            |
| 1985 | Transylvania 6-5000                                         | Mayor Lepescu                                          |                            |
| 1986 | Ferris Bueller's Day Off                                    | Decano Ed Rooney                                       |                            |
| 1986 | Howard the Duck                                             | Dr. Walter Jenning / The Dark Overlord of the Universe |                            |
| 1987 | The Hanoi Hilton                                            | Major Fischer                                          |                            |
| 1987 | Kenny Rogers as The Gambler, Part III: The Legend Continues | Buffalo Bill                                           |                            |
| 1988 | Beetlejuice                                                 | Charles Deetz                                          |                            |
| 1988 | Without a Clue                                              | Inspector George Lestrade                              |                            |
| 1989 | Who's Harry Crumb?                                          | Elliot Draison                                         |                            |
| 1989 | Valmont                                                     | Gercourt                                               |                            |
| 1990 | The Hunt for Red October                                    | Dr. Skip Tyler                                         |                            |
| 1992 | Out on a Limb                                               | Matt Skearns / Peter Van Der Haven                     |                            |
| 1992 | Mom and Dad Save the World                                  | Dick Nelson                                            |                            |
| 1992 | Stay Tuned                                                  | Spike                                                  |                            |
| 1993 | Heaven & Earth                                              | Minister                                               | Sin acreditar              |
| 1994 | Ed Wood                                                     | El Increíble Criswell                                  |                            |
| 1995 | Houseguest                                                  | Ron Timmerman                                          |                            |
| 1996 | The Crucible                                                | Thomas Putnam                                          |                            |
| 1997 | The Devil's Advocate                                        | Eddie Barzoon                                          |                            |
| 1997 | The Pest                                                    | Gustav Shank                                           |                            |
| 1997 | Santa Fe                                                    | Dr. Raskin                                             | Sin acreditar              |
| 1997 | Flypaper                                                    | Roger                                                  |                            |
| 1999 | Stuart Little                                               | Tío Crenshaw Little                                    |                            |
| 1999 | Ravenous                                                    | Coronel Hart                                           |                            |
| 1999 | Sleepy Hollow                                               | Reverendo Steenwyck                                    |                            |
| 2000 | Company Man                                                 | Senador Biggs                                          |                            |
| 2001 | Heartbreakers                                               | Sr. Appel                                              |                            |
| 2001 | Dr. Dolittle 2                                              | Joe Potter                                             |                            |
| 2001 | How High                                                    | Vicepresidente                                         |                            |
| 2002 | Par 6                                                       | Lloyd Bator Jenkins                                    |                            |
| 2007 | Who's Your Caddy?                                           | Cummings                                               |                            |
| 2014 | 10.0 Earthquake                                             | Marcus Gladstone                                       |                            |
| 2016 | 7 Days                                                      | Él mismo                                               | Corto                      |